# 阮青龙
阮青龙（1966年9月3日—）越南医生、政治家。他于2020年7月起担任越南卫生部长代理，组织应对新冠疫情，同年11月转为正式部长，但于2022年6月因涉及越亚丑闻被开除党籍公职。

## 经历
阮青龙于1995年毕业于河内医科大学感染医学专业，2003年获得博士学位，2013年获评教授职称。2005年至2011年之间在卫生部主管艾滋病防治工作，2011年至2018年任卫生部副部长，后任越南中宣部副部长。在新冠疫情开始后，他回任卫生部副部长。2020年7月起担任代理卫生部长，他被认为是越南2020年抗疫成功的功臣之一。2020年11月12日起担任正式卫生部长。

## 因腐败案下台
新冠疫情期间，越南发生越亚科技股份公司利用疫情非法牟利案，涉及卫生部与科技部两部门。2022年1月时，该案已被中央反腐指导委员会列入监督名单，总理范明政也下发通知，指示紧急查处和严查利用疫情非法牟利的违法行为。2022年6月4日，越共中央总书记阮富仲主持召开政治局、书记处会议，对越共中央委员、党委书记、卫生部长阮青龙等3人进行审查和纪律处分。政治局和书记处官方声明称：“科学技术部党组和卫生部党组的违法行为十分严重。阮青龙等同志在政治思想、道德、生活作风各方面都出现了退化和腐化；违反党和国家法律的规定；违反了党员应以身作则及不得做什么的规定；造成非常严重的后果，造成国家预算的巨大损失和浪费；影响了疫情的防控工作；造成社会不满；严重影响了党组织、科技部、卫生部的声誉”。
6月6日，越共中央政治局召开第十三届中央委员会紧急会议，审查并执行对阮青龙和河内市人民委员会主席朱玉英的纪律处分。经审议党中央政治局的建议，根据违规内容、性质、后果程度和违规原因，按照党对违规党员纪律处分规定，党中央执委会作出决定，对朱玉英与阮青龙实施开除党籍的纪律处分。
6月7日上午，越南国会经投票撤销阮青龙第十五届国会议员身份，并批准免去其卫生部长职务的建议。同日，越南国家主席阮春福发布第658/QĐ-CTN号行政决定，同意解除阮青龙的卫生部长职务。该决定自签署之日起生效。 
6月7日晚，越南公安部调查机关宣布对越亚技术股份公司（越亚公司）新冠肺炎病毒核酸检测试剂盒价格虚高案件进行调查，发现原卫生部部长阮青龙滥用职权，违背关于新冠病毒检测试剂盒上市注册证编号、价格谈判和谈判价格检查的各项规定，造成国有资产严重损失，构成公务中滥用职权罪。随后，公安部调查机关以违反国家资产管理使用规定，造成国有资产损失浪费罪对原河内市人民委员会主席、科技部部长朱玉英和原科技部副部长范功榨进行起诉，以在执行公务时滥用职权罪对原卫生部部长阮青龙进行起诉，并下发搜查令和逮捕令。公安部门还对阮青龙家中进行了搜查。2024年1月，阮青龙因受贿等罪，被河内市人民法院判处有期徒刑18年。